# Mi Plan Remixes
Mi Plan Remixes – to remix album kanadyjskiej piosenkarki Nelly Furtado. Płytę wydano 26 października 2010, przez hiszpańską wytwórnię Universal Music Latino. Krążek zawiera 12 zremiksowanych piosenek, pochodzących z albumu "Mi Plan" wydanego rok wcześniej.

## Lista utworów
1. "Fuerte" (Original English Version) (feat. Concha Buika) - 2:50
2. "Manos al Aire" (Robbie Rivera Radio Mix) - 3:32
3. "Más" (Urban Remix) (feat. Tony Dize) - 3:49
4. "Bajo Otra Luz" (Humby Remix) - 3:52
5. "Fuerte" (Twisted Dee Club Mix) - 8:38
6. "Manos al Aire" (Juan Magan Remix) - 4:24
7. "Más" (Rebirth Demolition Crew Mix) - 6:26
8. "Bajo Otra Luz" (Dancehall Yogi Remix) - 3:44
9. "Fuerte" (Humby Urban Club Mix) - 3:36
10. "Manos al Aire" (Tiësto Remix) - 7:33
11. "Bajo Otra Luz" (Rebirth Demolition Mix) - 3:26
12. "Fuerte" (Cajjmere Wray Hot Swear Mix) - 8:06

## Pozycje
- U.S. Billboard Latin Pop Albums - 16